# 1 Okręgowe Warsztaty Techniczne
1 Okręgowe Warsztaty Techniczne (1 OWT) – stacjonarna jednostka logistyczna Wojska Polskiego.
Jednostka powstała z dniem 1 stycznia 1999, w garnizonie Grudziądz, w koszarach przy ulicy Czwartaków, na bazie zlikwidowanych 60 Okręgowych Warsztatów Uzbrojenia i Elektroniki, powstałych w roku 1973. Od roku 2011 jednostka podporządkowana jest Dowódcy 1 Regionalnej Bazy Logistycznej w Wałczu jako Rejonowe Warsztaty Techniczne.

## Kierownicy Warsztatów
- ppłk Zbigniew Sobczak (1973-1974)
- ppłk Sylwester Wiśniewski (1974-1979)
- mjr Krzysztof Chamczyk (1979-1983)
- płk Zbigniew Dybski (1983-2001)
- płk Marian Sękowski (2001-2003)
- ppłk Marek Stopczyk (2003-2005)
- ppłk mgr inż. Juliusz Nowak (2005-2007)
- ppłk mgr inż. Edmund Richert (2007-2011)
- ppłk Marek Domeracki (2011-2015)
- ppłk Mirosław Krakowski (2015-)